# Marcel Pochard
Pour les articles homonymes, voir Pochard.
Marcel Pochard, né le 1er juin 1943, est un haut fonctionnaire français.

## Biographie
Ancien élève de l'ENA, conseiller d'État, ancien conseiller de plusieurs ministres.
Il a présidé en 2007 et 2008, à la demande de Xavier Darcos, ministre de l'Éducation nationale, la Commission sur l'évolution du métier d'enseignant, connue comme la Commission Pochard. Il a produit un rapport sur la réforme des institutions éducatives et sur le management des professeurs. Son expérience du corps préfectoral et son passage en tant que directeur général de la fonction publique (1993-1998) l'ont préparé à cet exercice.
Marcel Pochard a été président de la Cité internationale universitaire de Paris de mars 2006 à novembre 2017, date à laquelle il fut remplacé par Jean-Marc Sauvé.
En janvier 2012, il est nommé membre titulaire du Conseil national de l'Ordre des médecins et président de la chambre disciplinaire de cette instance.
Par arrêté du 6 juin 2012 du ministre de la santé, il est nommé président du conseil supérieur de la fonction publique hospitalière.

## Distinction
- Commandeur de la Légion d'honneur (14 juillet 2018)[4]